# 용대운
용대운(龍大雲)은 대한민국의 무협소설 작가이다. 본명은 최승룡.
1961년 서울에서 태어나 1985년 서울 시립대학을 졸업하고 1986년'낙성무제'로 무협소설계에 입문하였다.
이후 '마검패검魔劍覇劍', '철혈도鐵血刀' 와 '유성검流星劍', '무영검無影劍', '탈명검奪命劍'의 검劍 시리즈,
'권왕拳王', '도왕刀王', '검왕劍王'의 왕王 시리즈를 집필하였고 '검왕'탈고 이후 4년간 무협계를 떠났다가
1994년 3월 PC 통신 하이텔의 무림동에 '태극문太極門'을 연재하면서 집필을 재개하였다.
'태극문太極門', '강호무뢰한江湖無賴漢', '독보건곤獨步乾坤)', '유성검流星劍', '냉혈무정冷血無情' 등을 발표하였다. 2000년에서 2002년까지는 스포츠투데이에 '군림천하'를 연재했으며 현재는 인터넷상에서 유료로 연재중이다.
(2016년 5월 2일 32권까지 출간)

## 작품 목록
- 낙성무제(6권). 1986 (와룡생 저 - 박형일역 출간)
- 마검패검(4권). 대망출판. 1988(야설록 저로 출간)
- 철혈도(3권). 대망출판. 1988 (야설록 저로 출간)
- 유성검(7권). 대망출간. 1989 (야설록 저로 출간)
- 탈명검(5권). 대망출간. 1989(야설록 공저로 출간)
- 무영검(3권). 대망출간. 1989(야설록 공저로 출간)
- 권왕(7권). 대망출간. 1990 (야설록 공저로 출간)
- 도왕(7권). 대망출간. 1990 (야설록 공저로 출간)
- 검왕(7권). 대망출간. 1990 (야설록 공저로 출간)
- 태극문(6권). 도서출판 뫼. 1994.8
- 강호무뢰한(3권). 도서출판 뫼. 1994.12
- 독보건곤(6권). 도서출판 뫼. 1995.6
- 유성검(4권). 개정판. 도서출판 뫼. 1996.4
- 철혈도(4권). 개정판. 도서출판 뫼. 1996.11
- 탈명검(4권). 개정판. 도서출판 뫼. 1996.12
- 권왕(4권). 개정판. 도서출판 뫼. 1997.4
- 검왕(4권). 개정판. 도서출판 뫼. 1997.9
- 도왕(4권). 개정판. 도서출판 뫼. 1997.12
- 낙성무제(4권). 개정판. 도서출판 뫼. 1998.2
- 무영검(3권). 개정판. 도서출판 뫼. 1998.12
- 섬수혼령탈혼검(4권). 청솔출판. 1999.3 작가편저
- 황룡전기(4권). 도서출판 청솔. 1999.2 작가편저
- 냉혈무정(4권). 도서출판 청솔. 1999.3
- 풍운방(4권). 도서출판 청솔. 1999.12 작가편저
- 고검생전(2권). 도서출판 청솔. 2001.6
- 강호무뢰한(3권). 개정판. 대명종 2003.3
- 열혈기(2권). 청솔B&C. 2004.7
- 군링천하 1부(1~7). 대명종. 2005.1
- 군림천하 2부(8~16). 대명종. 2005.11
- 독보건곤(7권). 개정판. 두레미디어. 2006.4
- 군림천하 3부(17~23). 대명종. 2007.8
- 군림천하 4부(24~28). 디엔씨미디어 2012.1
- 군림천하 4부(29~32 미완). 파피루스 2016.5